# Debreczeni Kalocsa János
Debreczeni Kalocsa János (Debrecen, 1632. – Polgár, 1710. április) református lelkész. Nevét Debreczeni K. Jánosnak írta.

## Élete
Szülővárosában tanult 1650. április 8-áig, azután kolozsvári Szakács Mihály költségén külföldi akadémiákra ment: Groningenbe, Londonba, Leidenbe s Franekerbe. 1658-ban hazajött és 1661-ig a kecskeméti iskola rektora volt; ekkor ugyanott papnak választották. 1662-ben Vámospércsre, 1667-ben Hajdúböszörménybe ment lelkésznek; 1669. március 20-án Hajdúnánásra küldték papnak; 1670-től 1674 március 14-éig ismét Hajdúböszörményben működött. 1680-ban Derecskén, 1681-ben Balmazújvárosban, 1683 novemberében Kabán, 1686. március 30-ától Hajdúsámsonban, 1690. február 6-ától ismét Hajdúböszörményben volt pap. 1691. február 19-én esperesnek választották. 1691-ben Biharnagybajomban, 1697-től Polgáron lett lelkész, esperesi tisztségéről 1701-ben mondott le. Elnökölt az 1710. március 10.-i debreceni partialis zsinaton.

## Munkái
- Disputatio philos. de rerum modis. Leyden, 1654.
- Disputatio philos. de formarum materialium origine. Uo. 1654.
- Disputatio theologica antisociniana de existentia Christi aeterna. Franequerae, 1655. Két rész.
- Örökélet zsengéjének érzése. (Debrecen, 1662.)
- Dicsiretes emlekezet. Avagy Halotti Együgyű Tanitas, Mellyet… Tiszteletes Felvinczi Sándornak… teste felett… a meg-hóltnak örök dicsiretire, és jó hirének, s nevének fenn maradására tött. Debreczen. 1686.
- Halotti tanitas. Mellyet Ama bóldog emlékezetü… Szenczi Pal Uramnak… teste felett, a háznál tett. Uo. 1691.
- Isten ajandekaval valo kereskedes. Avagy Enekek Enekenek Magyarazattya… sok helyeken penig a Versekre tött Praxissal meg-bövittetett. Uo. 1693. (Deodatus János olasz könyvének fordítása.)
- Szathmári Ötvös István, Titkok jelenése című munkájához ajánlást írt (Kecskemét, sz. Iván hava 2. 1666.)